# Karuste
Karuste (Duits: Karruste) is een spookdorp in de Estlandse gemeente Saaremaa, provincie Saaremaa. De plaats heeft nog steeds de status van dorp (Estisch: küla), maar heeft al jaren geen inwoners meer.
Tot in oktober 2017 lag Karuste in de gemeente Torgu. In die maand ging Torgu op in de fusiegemeente Saaremaa.

## Bevolking
Het dorp had 0 inwoners op 31 december 2011 en nog steeds 0 inwoners op 31 december 2021.

## Ligging
Karuste ligt aan de westkust van het schiereiland Sõrve, onderdeel van het eiland Saaremaa.

## Geschiedenis
Karuste werd voor het eerst genoemd in 1445 onder de naam Cargulus. In 1798 kwam de nederzetting op het terrein van het landgoed Torgu te liggen. Ze heette toen Karrust.
In 1977 werd Karuste bij het buurdorp Sääre gevoegd. In 1997 werd het weer een zelfstandig dorp.